# Gran Premi ciclista de Saguenay
El Gran Premi ciclista de Saguenay és una competició ciclista per etapes que es disputa als voltants de Ville de Saguenay, Canadà. La cursa forma part de l'UCI Amèrica Tour amb una categoria 2.2.
La primera edició es disputà el 2008, i fins al 2013 s'anomenava Copa de les Nacions Vila de Saguenay i formava part de la Copa de les Nacions UCI sub-23.

## Palmarès
| Any                                  | Vencedor                | Segon                      | Tercer               |
| ------------------------------------ | ----------------------- | -------------------------- | -------------------- |
| Copa de les Nacions Vila de Saguenay |                         |                            |                      |
| 2008                                 | Thomas Vedel Kvist      | Rui Alberto Faria da Costa | Alfredo Balloni      |
| 2009                                 | Johan Le Bon            | Nico Keinath               | Sergio Henao Montoya |
| 2010                                 | Luka Mezgec             | Camilo Suárez              | Benjamin King        |
| 2011                                 | Christopher Juul-Jensen | Arman Kamixev              | Miras Bederbekov     |
| 2012                                 | Arman Kamixev           | Julian Alaphilippe         | Aleksei Lutsenko     |
| 2013                                 | Sondre Holst Enger      | Alexis Gougeard            | Diego Ochoa Camargo  |
| Gran Premi ciclista de Saguenay      |                         |                            |                      |
| 2014                                 | Jure Kocjan             | Pierrick Naud              | Luis Amarán          |
| 2015                                 | Matteo Dal-Cin          | Ryan Roth                  | Guillaume Boivin     |
| 2016                                 | Ryan Roth               | Benjamin Perry             | Mihkel Räim          |
| 2017                                 | Steve Fisher            | Guillaume Boivin           | Ulises Castillo      |
| 2019                                 | Nickolas Zukowsky       | Matthew Zimmer             | Diego Milán Jiménez  |